# امامزاده سید محمد (اصفهان)
امامزاده سید محمد آرامگاهی تاریخی است که در فاصله ۵ کیلومتری شهر اصفهان و جنب دانشگاه صنعتی اصفهان و در فاصله ۳ کیلومتری خمینی‌شهر واقع شده‌است. این امامزاده در دامنه کوهی معروف به سید محمد قرار گرفته‌است.
بنابر مشهور نسب این امامزاده با دو واسطه به حسین بن علی می‌رسد.(محمد بن زید بن علی بن حسین). ساخت بنای جدید امامزاده از سال ۱۳۷۲ آغاز گردید و همچنان در مراحل تکمیلی ساخت و ساز است.

## ویژگی‌های معماری و تاریخی
نوع معماری مناره ها از روی بام به بالا ابتدا به صورت ۴ ضلعی و سپس ۸ ضلعی و سرانجام به صورت دایره است.
درضلع شرقی حرم ایوان معروف به گزی‌ها وجود دارد که بنایی است ارزشمند و تاریخی، طبق نظر کارشناسان قدمت این ایوان به حدود ۷۰۰ سال قبل و مربوط به دوره ایلخانان است. بنای امامزاده به شماره ۸۹۶ در فهرست آثار ملی ایران به ثبت رسیده‌است.
در داخل بقعه، ضریحی فلزی از جنس نقره در ابعاد ۴×۳ در سال ۱۳۷۱ توسط هیئت امناء وقت بر روی سنگ مزار امامزاده و به جای ضریح چوبین قبلی قرار گرفته‌است. سقف داخلی بقعه مقرنس گچی و آیینه کاری می‌باشد که شامل ۲۰ پایه بوده که در نوع خود بی‌نظیر است.

## وقف‌نامه
وقف‌نامه موجود حاکی برآن است که واقف موقوفاتی را در محرم الحرام سنه ۹۹۹ (ه‍. ق) وقف نموده که عایدات آن صرف امامزاده شود، این موقوفات شامل موارد زیر است:
- ۱۲ جریب ملک محله خوشاب
- ۶ جریب از جزستان و کویر
- چهار مزرعه مشهور در دهنه فرنگ‌آباد

در قدیم و با توجه به قرار گرفتن بقعه امامزاده در دامنه کوه اشیاء امامزاده هر از چند گاهی مورد سرقت اشرار و راهزنان قرار گرفته و شجره نامه نیز به تاراج رفته‌است اما بنا به دلایل موجود، تولد این امامزاده در قرن سوم هجری می‌باشد.

## ایوان جنب امامزاده سید محمد
ایوان جنب امامزاده سید محمد مربوط به دوره صفوی است و در خمینی شهر، خیابان دانشگاه صنعتی واقع شده و این اثر در تاریخ ۳ تیر ۱۳۴۹ با شمارهٔ ثبت ۸۹۶ به‌عنوان یکی از آثار ملی ایران به ثبت رسیده است.